# 高松コンテンポラリーアート・アニュアル
高松コンテンポラリーアート・アニュアルは、香川県高松市で行われている、現代アートのグループ展。国内外で高い評価を得ている現代アートコレクションをもつ高松市美術館で、2009年より毎回特定のテーマに基づいて開催している。

## 年譜
- 2025年 vol.12 わたしのりんかく 参加アーティスト：横山翔平、國久真有、矢野 恵利子、新宅 加奈子、山下麻衣+小林直人
- 2022年 vol.11 フラジャイル／ひそやかな風景 参加アーティスト：赤松音呂、諫山元貴、稲崎 栄利子、北野 謙、本田 健
- 2021年 vol.10 ここに境界線はない。 参加アーティスト：森 栄喜、ユアサエボシ、久保寛子、潘 逸舟、ウチダ リナ
- 2020年 vol.09 時どきどき想像 参加アーティスト：井上佐由紀、大西康明、蝸牛あや、後藤映則、保井智貴
- 2019年 vol.08 社会を解剖する 参加アーティスト：碓井ゆい、盛 圭太、照沼敦朗、加藤 翼、村上 慧
- 2018年 vol.07 つながりかえる夏 参加アーティスト：下道基行、山城大督、藤浩志、千葉尚実
- 2017年 vol.06 物語る物質 参加アーティスト：小野耕石、亀井 洋一郎、橋本雅也、南条嘉毅、須賀悠介、高本敦基
- 2016年 vol.05 見えてる風景/見えない風景 参加アーティスト：流麻二果、ドットアーキテクツ、谷澤 紗和子、伊藤隆介、来田広大
- 2014年 vol.04 リアルをめぐって 参加アーティスト：石黒浩、大西伸明、小沢裕子、橋爪 彩
- 2013年 vol.03 DAYDREAMS/夢のゆくえ 参加アーティスト：スプツニ子!、高木正勝、高松 明日香、トーチカ、依田 洋一朗
- 2012年 vol.02 贈り物と交換 参加アーティスト：和泉 希洋志、GABOMI、平野 薫、八木良太、山本高之
- 2010年 vol.01 もうひとつのカーニバル 参加アーティスト：青木陵子、石田尚志、猪瀬直哉、カミイケ タクヤ、山下香里
- 2009年 vol.00 時をつなぐビジョン 参加アーティスト：赤松きよ、梅田哲也、off-Nibroll、志賀 理恵子、しばたゆり